# Приходько Олекса Кіндратович
Оле́кса Кіндра́тович Прихо́дько (* 5 жовтня (17 жовтня) 1887, село Княжпіль, нині Кам'янець-Подільського району Хмельницької області — † 8 лютого 1977, Прага) — український диригент, педагог. Брат Віктора Приходька, чоловік Ольги Приходько.

## Життєпис
1899 року родина Приходьків переїхала в Кам'янець-Подільський. Тут батько Олекси — Кіндрат Вікторович — працював міським садівником. Олекса закінчив Подільську духовну семінарію. Він мав добрий музичний слух і гарний голос, тож юнака прийняли до кафедрального хору, в якому він ознайомився з найкращими зразками хорової творчості українських, російських і зарубіжних композиторів і добре засвоїв техніку хорового співу.
Далі Олекса закінчив філологічний факультет університету та музичний інститут у Варшаві. Після закінчення навчання Приходько став професором української гімназії у Варшаві, яку 1915 року було евакуйовано в Чернігів.
Був учасником Української республіканської капели.